# Flavopunctelia praesignis
Flavopunctelia praesignis är en lavart som först beskrevs av William Nylander och som fick sitt nu gällande namn av Mason Ellsworth Hale. 
Flavopunctelia praesignis ingår i släktet Flavopunctelia och familjen Parmeliaceae. Inga underarter finns listade i Catalogue of Life.